# Aly Abou Eleinen
Aly Abou Eleinen, né le 1er janvier 2000 à Alexandrie, est un joueur professionnel de squash représentant l'Égypte. Il atteint, en juin 2025, la 9e place mondiale sur le circuit international, son meilleur classement.

## Biographie
Il fait ses études à l'université de Pennsylvanie où il participe activement aux compétitions de squash universitaire. Lors de l'US Open 2024, il élimine le no 2 mondial Mostafa Asal pour se hisser en demi-finale, une première dans un tournoi platinum.

## Palmarès

### Titres
- The Hong Kong Football Club Open 2023

### Finales
- Open de Manchester : 2025
- QSF 5 2024